# Legge Coremans-De Vriendt

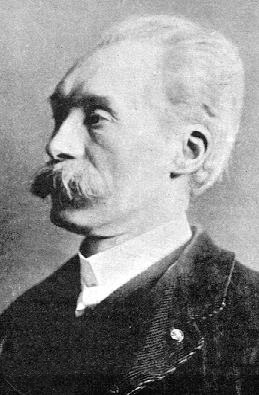
Juliaan De Vriendt, che ha proposto la legge con Edward Coremans

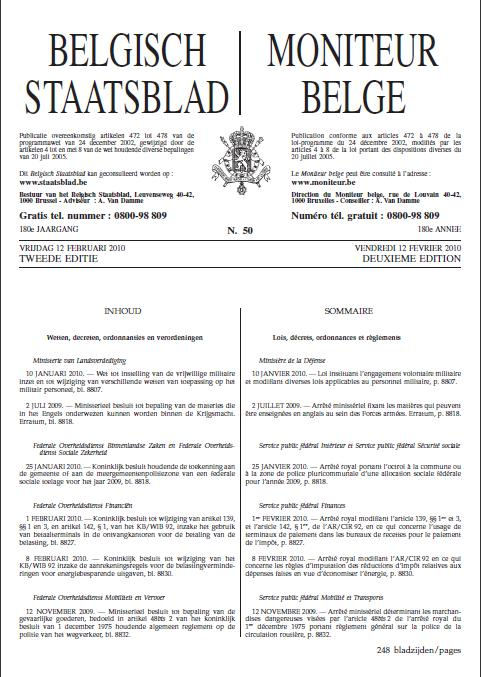
Il monitore belga con i due testi uno di fronte all'altro

La legge Coremans-De Vriendt, soprannominata anche legge sull'uguaglianza (in olandese: Gelijkheidswet, in francese loi d'Égalité), era una legge belga approvata il 18 aprile 1898 che applicava l'uguaglianza legale formale delle lingue olandese e francese nel paese. È vista come un punto di riferimento nella storia del movimento fiammingo e dell'uguaglianza linguistica in Belgio.
La legge prende il nome da due deputati fiamminghi, Juliaan De Vriendt ed Edward Coremans, che hanno proposto la legge. La legge decretava la stessa validità per i testi legali scritti in francese e olandese, nonché per decretare la segnaletica bilingue nelle Fiandre. Di conseguenza, i dibattiti parlamentari potevano svolgersi in entrambe le lingue e d'ora in poi tutte le leggi sono state votate, approvate e pubblicate in versioni giuridicamente equivalenti in francese e olandese. La legge seguì un periodo di maggiore accettazione ufficiale degli olandesi, a partire dal 1886 circa quando le monete divennero bilingui. La sentenza, insieme all'introduzione del suffragio universale maschile (ma con voto plurale) nel 1893, fece sì che il movimento fiammingo entrasse in una "terza fase" di appartenenza alla massa - facilitata anche dalla grande riforma elettorale del 1899.